# Tadzjikistan

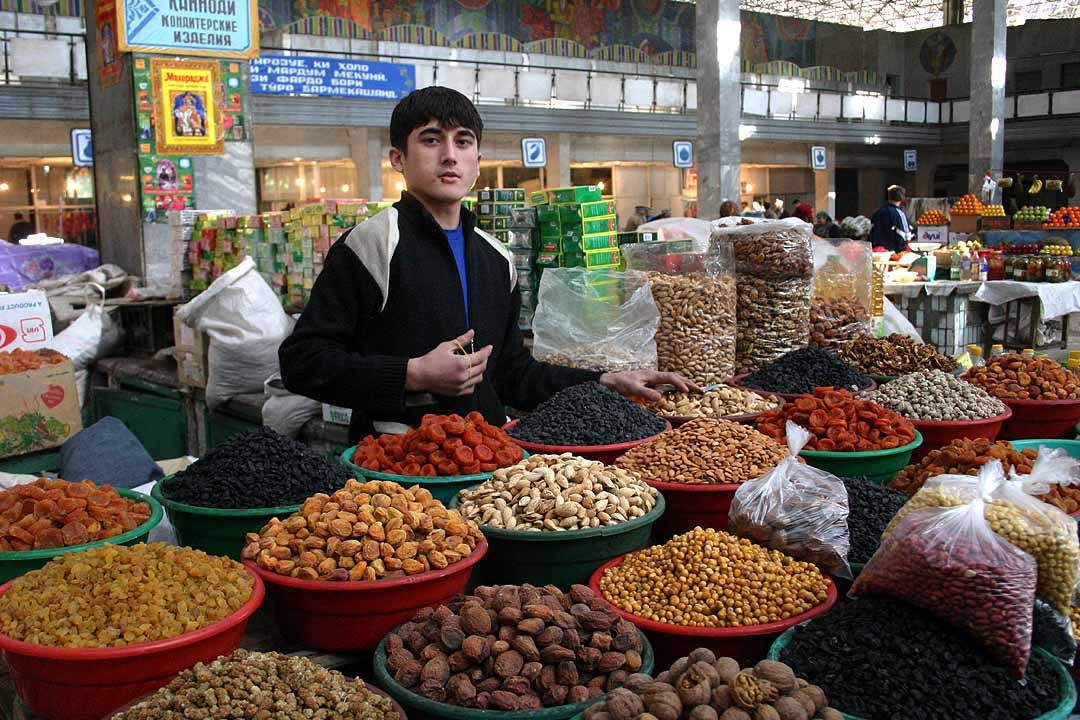
Försäljning av torkad frukt och nötter på en marknad i Tadzjikistan

Tadzjikistan ([taˌd͡ʑikɪsˈtɑːn]), (tadzjikiska: Тоҷикистон, Todzjikiston uttal: [tɔd͡ʒikɪsˈtɔn]), formellt Republiken Tadzjikistan, är en stat i Centralasien som gränsar till Afghanistan i söder, Uzbekistan i väster, Kirgizistan i norr och Kina i öster. Dess huvudstad och största stad är Dusjanbe.
Tadzjikistan är medlem i Förenta nationerna, Oberoende staters samvälde, Organisationen för säkerhet och samarbete i Europa, Islamiska konferensorganisationen och Shanghai Co-operation Organisation. 

## Historia
Området var länge en del av det persiska riket och hette då Sogdiana som omfattade sydöstra Uzbekistan och västra Tadzjikistan. Samarkand var den ledande staden och blev en knutpunkt i karavantrafiken mellan Europa och Kina längs Sidenvägen. År 329 f.Kr. föll Samarkand för den makedonska erövraren Alexander den store. Nästa statsbildning i området var Kushana med huvudstad nära Kabul och sträckte sig från nuvarande Tadzjikistan till Pakistan och norra Indien.

### Arabisk erövring
Umayyadernas fältherre Qutayba ibn Muslim erövrade Transoxanien i början på 700-talet och införde Islam som statsreligion. År 875 gav kalifen i Bagdad provinsen Transoxanien som förläning till Nasr ibn Ahmad av ätten samaniderna som räknas som en persisk dynasti. Med huvudstad i Buchara kom samaniderna att regera fram till år 999. De stimulerade utvecklingen av en tadzjikiska litteratur.
I niohundra år har Tadzjikistan varit erövrat av turkmener, mongoler, uzbeker och ryssar.

### Rysk erövring och sovjetrepublik
Tadzjikerna revolterade mot det ryska styret efter omvälvningarna 1917, och Röda armén fick inte kontroll över landet förrän 1921 då det 1922 blev en del av Sovjetunionen, inom Turkestanska ASSR i Ryska SFSR. År 1924 bildades Tadzjikiska ASSR inom Uzbekiska SSR; först 1929 blev Tadzjikistan en egen sovjetrepublik, Tadzjikiska SSR.

### Självständighet
Självständighet utropades 1991. Ett försök att förbjuda kommunistpartiet ledde 1991 till att partichefen Rachmon Nabijev blev president, sedan det kommunistdominerade parlamentet bjudit motstånd. Nabijev avsattes dock 1992 och i hans ställe blev den ryssvänlige Emomaly Rahmon president. I maj 1992 utbröt ett inbördeskrig när ett antal islamistiska gerillagruper i allians med en grupp liberaler gjorde uppror mot regeringen. Inbördeskriget varade mellan 1992 och 1997, då de stridande parterna skrev på en fredsöverenskommelse. Inbördeskriget förstörde stora delar av landets infrastruktur och tros ha dödat uppemot 50 000 människor.
Under kriget i Afghanistan uppmärksammades Tadzjikistan av det internationella samfundet, och detta har medfört hjälp med den ekonomiska utvecklingen. Förhoppningarna är att fler ska få arbete och att landet långsiktigt stabiliseras. Tadzjikistan har gått med i Natos Partnerskap för fred och blev 2 mars 2013 medlem i WTO.
Efter nästan tre årtionden vid makten har Tadzjikistans auktoritära president Emomaly Rahmon skaffat sig total kontroll över landet. Han och hans Folkets demokratiska parti har vunnit alla val sedan början av 1990-talet. Rahmon och hans familj har byggt upp en personkult kring sig och tycks planera att behålla makten i decennier framåt.

### Territorium och gränser
Gränsen löper mycket oregelbundet, eftersom området på Stalins befallning 1929 separerades från sovjetrepubliken Uzbekistan, ett svar på det tadzjikiska upproret mot regimen. Eftersom tadzjikernas kulturella och andliga centrum, Buchara och Samarkand, låg kvar inom Uzbekistan, förvärrades problemen. 
I kulturellt och språkligt hänseende är tadzjikerna av persiskt ursprung. Invandringen av ryssar och uzbeker under sovjettiden ledde till ytterligare spänningar. 
Efter självständighetsförklaringen 1991 blossade de etniska konflikterna upp och förde landet till ett inbördeskrig. Tiotusentals människor dödades, och många flydde till Afghanistan och Kirgizistan. Först 1997 undertecknades en "överenskommelse om fred och nationell försoning", vilket ledde till fred. En av regeringens centrala målsättningar är nu att undanröja krigsskadorna.

## Geografi

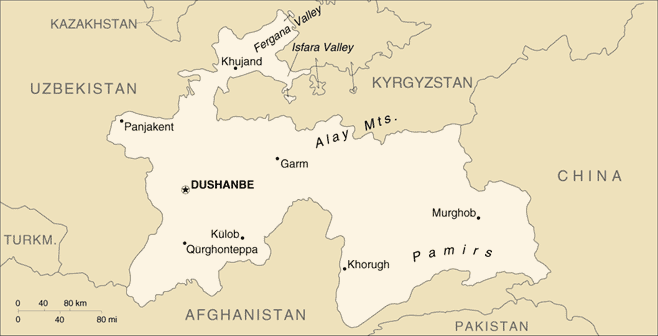
Karta över Tadzjikistan

### Topografi och hydrografi
Tadzjikistan är ett mycket bergigt land och hälften av landet ligger på över 3000 meters höjd. I Pamir-bergen i öst ligger landets högsta punkt, Qullai Ismoili Somoni (tidigare Sovjetunionens högsta berg, kallat Kommunist-toppen, på ryska Pik Kommunisma), på 7 495 meter över havet. Den längsta floden är Amu-Darja som utgör gränsen mot Afghanistan. Floden Syr-Darja (Sirdaryo), som är landets lägsta punkt på 300 meter över havet, löper kort genom landets nordligaste del. 
Mellan Ferganadalen och Vachsjdalen, som ligger längre söderut, reser sig två stora bergskedjor: Turkestanbergen och Gissarbergen; denna fysiogeografiska gräns sammanfaller med den politiska uppdelningen av kommunistiska uzbeker i norr och sekulariserade islamister i söder. Pamir, som har samma geologiska ursprung som Tian Shan i västra Kina, upptar stora delar av östra Tadzjikistan. Bland Tadzjikistans miljöproblem finns ökande salthalt i jorden, föroreningar från industrin och en överdriven användning av insektsbekämpningsmedel.

### Klimat
Klimatet är kontinentalt med varma somrar och milda vintrar. I Pamir-bergen är det torrare och kallare, och innehar flera glaciärer såsom Fedchenkoglaciären. Det kan förekomma jordbävningar och översvämningar.

### Växt och djurliv
Större delen av landet täcks av torrmarksvegetation, endast 4 % av arealen är täckt av skog. På bergens mellanhöjder (1 800–2 800 m ö.h.) finns öppna skogar av enar, inom begränsade områden finns lövskog med bl.a. valnöt, turkestansk lönn, pistaschmandel och judasträd. På högre höjder finns alpina ängar eller olika typer av stäpp.

## Styre och politik

### Författning och styre
Tadzjikistan är en presidentstyrd republik. Formellt är landet en demokrati där folket utser president och parlament. Men inget av de val som har hållits sedan självständigheten från Sovjetunionen 1991 har uppfyllt kraven för ett fungerande folkstyre. Makten är koncentrerad till Emomaly Rahmon som har varit statschef sedan 1992. Respekten för de mänskliga rättigheterna är eftersatt och rättsväsendet påverkas av politiska makthavare.

### Administrativ indelning

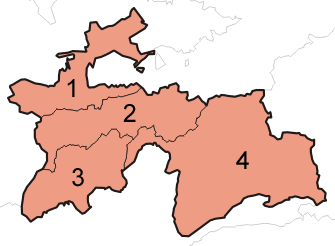
Tadzjikistans provinser

Tadzjikistan är indelat i fyra administrativa enheter, varav två provinser (vilojat), en autonom provins (vilojati muchtori) och en region:
1. Provinsen Sughd (huvudort: Chudzjand)
2. Regionen Karotegin (huvudort: Vahdat) som är direkt underställd den republikanska centralregeringen.
3. Provinsen Chatlon (huvudort: Qurghonteppa)
4. Den autonoma provinsen Gorno-Badachsjan (huvudort: Chorug).

De administrativa enheterna är i sin tur är uppdelade i distrikt.

## Ekonomi
Av de tidigare sovjetrepublikerna har Tadzjikistan den lägsta BNP (PPP) per capita, den kraftigaste befolkningsökningen och den lägsta levnadsstandarden. Jordbruket är den viktigaste näringsgrenen. Landet har begränsade mineraltillgångar av bland annat silver, guld, uran och volfram. Energikällan till aluminiumframställningen samt till textil- och livsmedelsindustrin, kommer från vattenkraft. Ekonomin har försvagats under den långa perioden av inre konflikter. Bortfallet av de tidigare sovjetiska subventionerna och avsättningsmarknaderna (Sovjetunionen köpte tadzjikist uran till kärnvapenframställning) är märkbart. Man är beroende av utländskt bistånd för att kunna förse befolkningen med livets nödtorft.
Inbördeskriget 1992-1997 åstadkom stor skada på en redan svag ekonomisk infrastruktur och orsakade en kraftig nedgång i både jordbruk och industri. Efter 1997 har ekonomin återhämtat sig, men 60 procent av befolkningen lever i fattigdom och landet är fortsatt instabilt på grund av hög arbetslöshet (40 procent 2002), svag regering och en stor utlandsskuld. Nästan all narkotika från Afghanistan till Ryssland smugglas genom Tadzjikistan. Av alla drogbeslag i Centralasien görs 80 procent i Tadzjikistan.

### Näringsliv

#### Jordbruk
Det enda bördiga området ligger i ett långsmalt dalstråk i norr; västra delen av Ferganadalen som avvattnas av Syr-Darja till Aralsjön. Bomull är den viktigaste grödan, och dessutom odlas spannmål och frukt. I området har väldiga mängder ogräsmedel sprutats ut över bomullsfälten, och avledningen av flodvattnet till konstbevattningarna har bidragit till Aralsjöns uttorkning.
Trots att bara cirka sju procent av Tadzjikistans yta är odlingsbar sysselsätter jordbruket över hälften av arbetsstyrkan. Jordbruket är ineffektivt och bedrivs med föråldrad utrustning. Vete och bomull upptar omkring en tredjedel vardera av den odlade jorden.

## Befolkning

### Demografi
Befolkningens medellivslängd är 66,4 år (2012) . Spädbarnsdödligheten är 37 dödsfall per 1000 barn (2012).

#### Minoriteter
Bland etniska grupper märks tadzjiker (65 procent av befolkningen), uzbeker (25 procent) och ryssar (3,5 procent). Övriga utgör 6,5 procent. 

### Språk
Tadzjikiska, som är en högspråksvariant av persiska, talas som modersmål av cirka 80 procent av landets medborgare.

### Religion
85 procent av befolkningen är sunnimuslimer och 5 procent shiamuslimer. 

## Internationella rankningar
| Organisation                                | Undersökning                   | Rankning   |
| ------------------------------------------- | ------------------------------ | ---------- |
| Heritage Foundation/The Wall Street Journal | Index of Economic Freedom 2019 | 122 av 180 |
| Reportrar utan gränser                      | Pressfrihetsindex 2019         | 161 av 180 |
| Transparency International                  | Korruptionsindex 2018          | 152 av 180 |
| FN:s utvecklingsprogram                     | Human Development Index 2018   | 125 av 189 |